# ブエノスアイレス
ブエノスアイレス自治市（ブエノスアイレスじちし、西: Ciudad Autónoma de Buenos Aires、CABA）、通称ブエノスアイレス（西: Buenos Aires）は、アルゼンチンの首都。州には属さず、他23州とともにアルゼンチンを構成する。
大ブエノスアイレス都市圏の都市圏人口は2016年時点で1,428万人であり、世界第21位である。
建国以来、アルゼンチンの政治、経済、文化の中心である。アルゼンチンの縮図ともなっている一方で、内陸部との差異が大きすぎるため、しばしば「国内共和国」と呼ばれる。

## 概要
「南米のパリ」と呼ばれ、南米で最も美しい都市の1つに数えられる。
ラ・プラタ川（Río de la Plata スペイン語で「銀の川」の意）に面しており、対岸はウルグアイのコロニア・デル・サクラメント。
意味はスペイン語で「buenos（良い）aires（空気、風）」の意。船乗りの望む「順風」が街の名前になったものである。
独立当時は「偉大な田舎」と呼ばれる人口5万人程の小さな町だったが、サルミエント政権による欧州化、文明化政策の実施以降、数多くの移民がイタリアやスペインなどから渡来し、中南米で最も欧州的な都市になった。
かつて南米一の豊かさを誇ったアルゼンチンの首都として、20世紀において長らくブエノスアイレスは南米最大の都市であった。1970年代以降のアルゼンチン経済の悪化に伴い、南米最大の都市はブラジルのサンパウロに移ったものの、現在でもブエノスアイレスはスペイン語圏の都市として重要性を保ち、アメリカのシンクタンクが2019年に発表した世界都市ランキングでは24位に評価され、南米の都市の中では首位である。
かの有名なアルゼンチン・タンゴはこの街のボカ地区で育った。また、サッカーが盛んなことでも有名で、ボカ・ジュニアーズやCAリーベル・プレートなど名門クラブを数多く擁する。
市民はポルテーニョ（porteño, 女性はポルテーニャporteña; 港の人、浜っ子の意）と呼ばれる。

## 歴史
1516年にスペイン王の命により新大陸の探検をしていた、スペイン人航海者 フアン・ディアス・デ・ソリスは、ラ・プラタ川に到達した。ソリスは今日のラ・プラタ地域に到達した最初のヨーロッパ人だと思われるが、今日のウルグアイ領で、先住民のチャルーア族により殺害される。

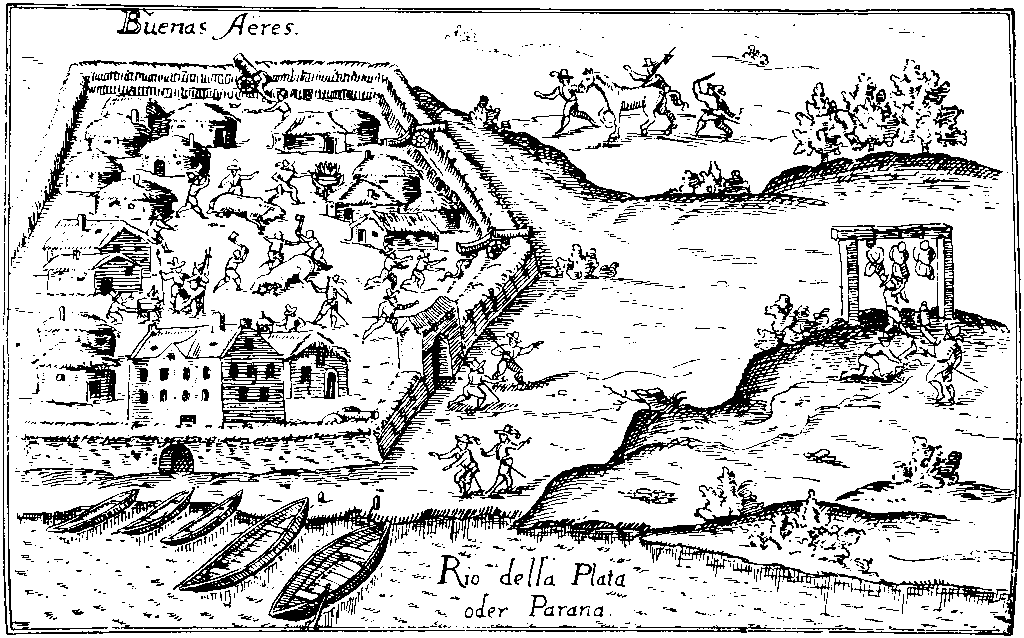
1536年創設当初のブエノスアイレス市の風景図。

1536年2月2日、バスク人貴族でスペインの探検家だったペドロ・デ・メンドーサの植民団一行は、現在のブエノス・アイレス南部のサン・テルモ地区に、ヌエストラ・セニョーラ・サンタ・マリーア・デル・ブエン・アイレ市（西: Ciudad de Nuestra Señora Santa María del Buen Ayre 直訳すると「良き風の我々の聖母マリア市」） を建設した。しかしグアラニー族やチャルーア族を始めとする先住民の包囲攻撃と、それに伴う飢餓のために町は1541年に放棄され、生き残りはパラナ川を上ってアスンシオンを建設した。
1580年、アスンシオンからパラナ川を下って来た、フアン・デ・ガライ率いるヨーロッパ人植民団により、街はラ・トリニダー (La Trinidad) 市として再建された。町は当初ラ・プラタ地域の皮革などを輸出する貿易港として賑わったが、16世紀、17世紀の大半をスペインの植民地政府は、ヨーロッパへの輸出品は全てペルーのリマを経由することを強制しつづけたので、市内の貿易業者の不満が高まり、イギリスやフランス、オランダとの密貿易が盛んになった。
1776年にブラジル方面から侵攻を続けるポルトガルからバンダ・オリエンタルを防衛するために、ペルー副王領が分離され、リオ・デ・ラ・プラタ副王領が設置されると、ブエノスアイレスは副王領の首府となり、正式に開港された。しかし、完全な自由貿易を求めるクリオーリョ達にとっては、この措置は未だに不十分なものであり、スペイン当局への憤懣を鬱積させるもとになった。フランス革命後、ヨーロッパでの戦乱の中でスペインがフランスと同盟を結ぶと、スペインの敵対国となったイギリスはこの地域の支配を目論み、1806年、ブエノスアイレスに侵攻を試みた（イギリスのラプラタ侵略）。ラ・プラタ副王は逃亡したが、ポルテーニョ民兵隊は副王不在のままイギリス軍を撃退し、翌1807年再侵略をも撃退すると、自信をつけたポルテーニョ達のスペインへの忠誠は揺らいでいった。現在もブエノスイアレス市民のことをポルテーニョ（港の人）と呼ぶのはこの時の民兵隊の名前から来ている。

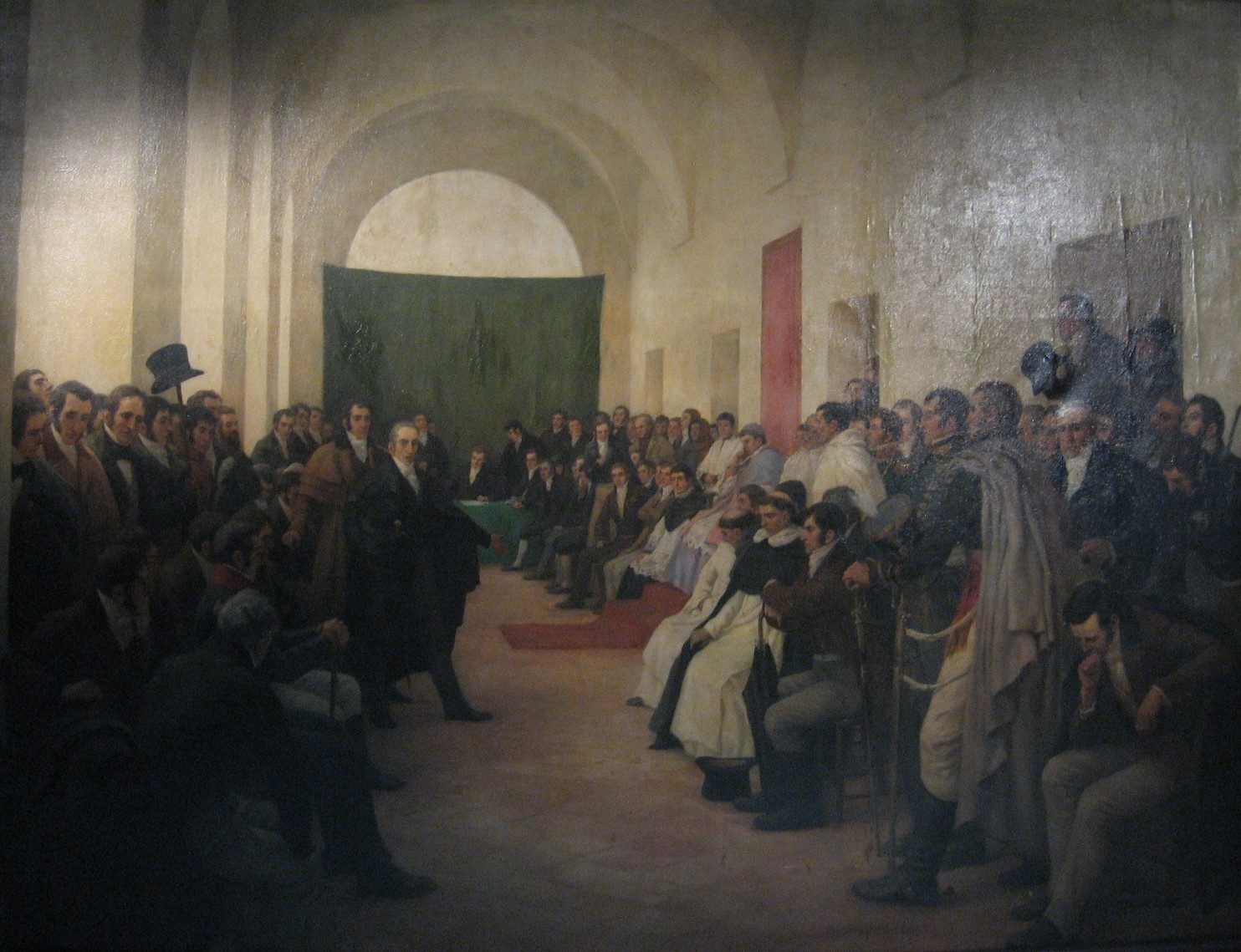
五月革命

1808年にナポレオン・ボナパルトの指導するフランス帝国がスペインに侵攻し、兄のジョゼフ・ボナパルトをホセ1世に据えると、インディアス植民地は偽王への忠誠を拒否した。1810年5月25日に五月革命が勃発し、ラ・プラタ副王はポルテーニョ達により追放され自治政府が発足した。1816年7月9日にはトゥクマンの議会でブエノスアイレスを首都に定めたリオ・デ・ラ・プラタ連合州の独立が宣言された。独立後はすぐに連邦同盟のアルティーガス派との内戦が続いたが、各州の妥協により、ブエノスアイレス州が連合州の外交権を行使することが認められた。1821年にベルナルディーノ・リバダビアが州内務大臣として辣腕を振るい、ブエノスアイレス大学が設立された。

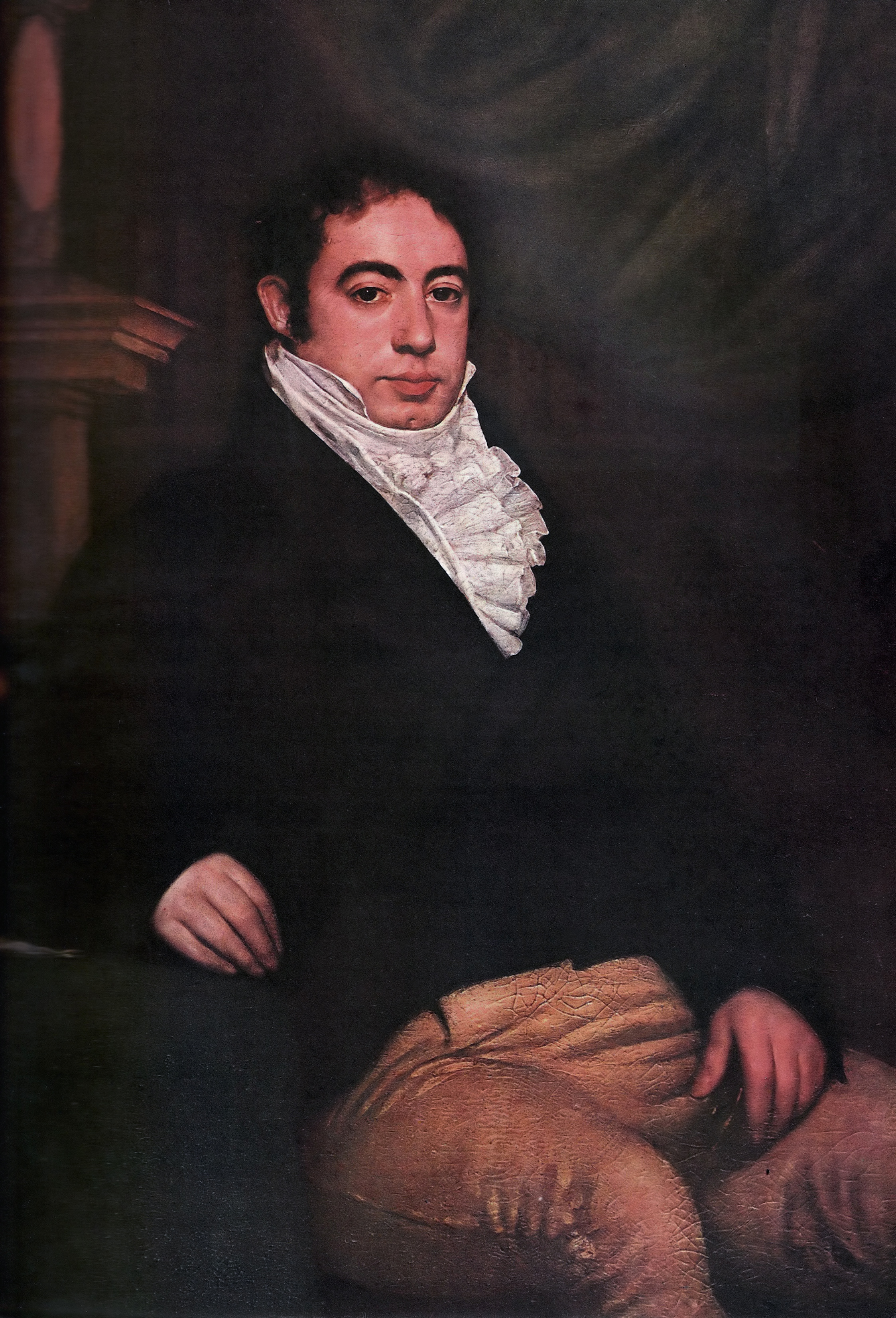
ベルナルディーノ・リバダビア

1825年のブラジル戦争の最中に連合州はアルゼンチンと改名し、リバダビアはブエノスアイレス市をブエノスアイレス州から切り離した連邦直轄の首都に定める憲法を公布したが、この憲法はブエノスアイレス港を中央政府に奪われることを嫌って反対運動を起こした連邦派、統一派双方の利害よって流れ、結局この憲法とブラジル戦争の指導失敗が下でリバダビアは失脚した。
リバダビアの失脚後、連邦派のマヌエル・ドレーゴが戦争の指導を継続するが、イギリスの圧力により、1828年のモンテビデオ条約でウルグアイの独立を認めさせられると（事実上の引き分け）帰還兵の不満は募り、同年ドレーゴは統一派のフアン・ラバージェによって暗殺され、ラバージェが自ら州知事になった。このことがさらに連邦派と統一派の戦いを激化させ、1829年、ラバージェを打倒したフアン・マヌエル・デ・ロサスが州知事となった。
1835年、ロサスが州知事に返り咲いた。ロサスは州内一の「馬上の人」（モントネーロ）であり、自らもガウチョより上手に馬を操ったといわれ、黒人や都市下層民、ガウチョ、友好的なインディオから圧倒的な支持を得ており、ロサス時代にはそのような人々からなる街に「ロサシート」と呼ばれるロサス派が街練り歩き、街はロサスの肖像画と、ロサスが好んだ連邦派の赤色で埋め尽くされた。また、秘密警察が市民を監視し、多くの自由主義者がチリのサンティアゴをはじめとする国外に亡命することになった。しかし、1852年、連邦派でロサスの腹心だったフスト・ホセ・デ・ウルキーサが、ブラジル、ウルグアイと同盟を結んでエントレ・リオス州からロサスに対して反旗を翻すと、1852年2月3日ブエノスアイレス郊外のカセーロスの丘（現在は市街地になっている）でロサスはウルキーサを迎え撃つが、ウルキーサ軍に破れるとイギリスに亡命し、ロサスは失脚した。
ウルキーサは連邦主義を体制化することを望み、フアン・バウティスタ・アルベルディが起草した1853年憲法を連邦の憲法に制定して同年アルゼンチン連邦の成立を宣言したが、ブエノスアイレス州は連邦派の支配を嫌って離反し、連邦はエントレ・リオス州のパラナに首都を置いた。その後、連邦とブエノスアイレスの戦いが繰り返されたが、1862年11月に州知事のバルトロメ・ミトレがウルキーサをバポンの戦いで破ると、ここにブエノスアイレスが連邦を併合する形で国家統一が実現し、アルゼンチン共和国の成立が宣言された。
ミトレは当時のアルゼンチンの自由主義者の御多分に漏れず、ヨーロッパを崇拝し、ガウチョ、インディオ、黒人を野蛮なものとして嫌っていたが、こうした自由主義者が政権を握ったことにより、以降ブエノスアイレスから黒人は消えていくことになる。1865年にアルゼンチン初の国政調査が行われた際、全人口の165万人の内およそ2万人が黒人だったが、1864年にパラグアイのロペス元帥が起こした三国同盟戦争により、黒人は人口に対して不釣合いな規模が徴兵された。1871年に黄熱病が流行したが、これが黒人のコミュニティに止めを刺し、僅かな黒人もウルグアイなどの周辺国に出国していった。

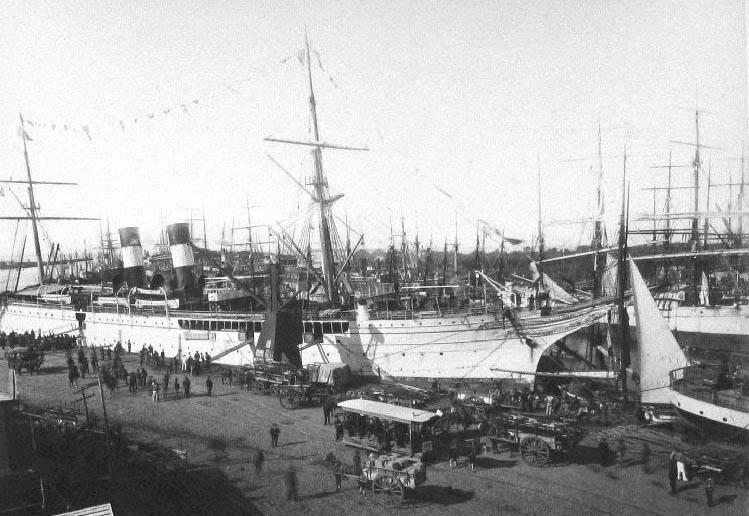
1880年のラ・ボカの港

1880年にブエノスアイレス州の反対を押し切ってブエノスアイレス市が分離され、ブエノスアイレスは連邦直轄区となり、正式にアルゼンチンの首都になった。また、この頃にカサ・ロサダが大統領府となった。自由主義者の政権はヨーロッパから多数の移民を導入し、アルゼンチンの発展を目指した。リアチュエロ川河口の港に面したラ・ボカ地区ではイタリア系移民が多く集まり、彼等によってタンゴが発達した。また、輸出経済の進展と共にアルゼンチンには広大な鉄道網が建設され、国内の全ての鉄道がブエノスアイレスのレティーロ駅に行き着いた。
1911年にはスペイン語圏、及び南半球初の地下鉄（A線）が五月広場から市内西部に向かって開通した。1920年代以降はアルゼンチンの富裕さを反映して南北アメリカ大陸最大規模の都市の一つとして成長すると同時に、内陸部諸州からの国内移民が増加し、市内に吸収しきれなかった人口が郊外に巨大なスラム街（ビジャス・ミセリアス）を築いた。
1976年にホルヘ・ラファエル・ビデラ将軍が治安維持のために「汚い戦争」に従事し、多くの反体制、左翼、及び全く政治活動に無関係の市民を暗殺したが、しかし経済の回復は全く見込めず、日夜スト、デモ、暴動が起き、情勢はより悪化した。こうして殺害された市民の数はおよそ30,000人と見積もられている。1987年には急進市民同盟のラウル・アルフォンシン政権の下で、ブエノスアイレスの一極集中を緩和するため首都をパタゴニア北端のリオネグロ州の州都ビエドマに移転する法案が下院を通過したものの、上院で否決され遷都案は立ち消えとなった。
1992年5月17日、イスラエル大使館がイスラム系のテロ組織に爆破され、多くの死傷者を出した。メネム大統領（たまたまアラブ系である）はこの事件を非難した。
近年は政情の安定を反映して暴動などはあまり起きていないが、それでもサッカーの試合の際にサポーターが暴動を起こしたり（ボカが負けると危険である）、マルビナス戦争帰還兵がデモを行うことが多い。

## 政治

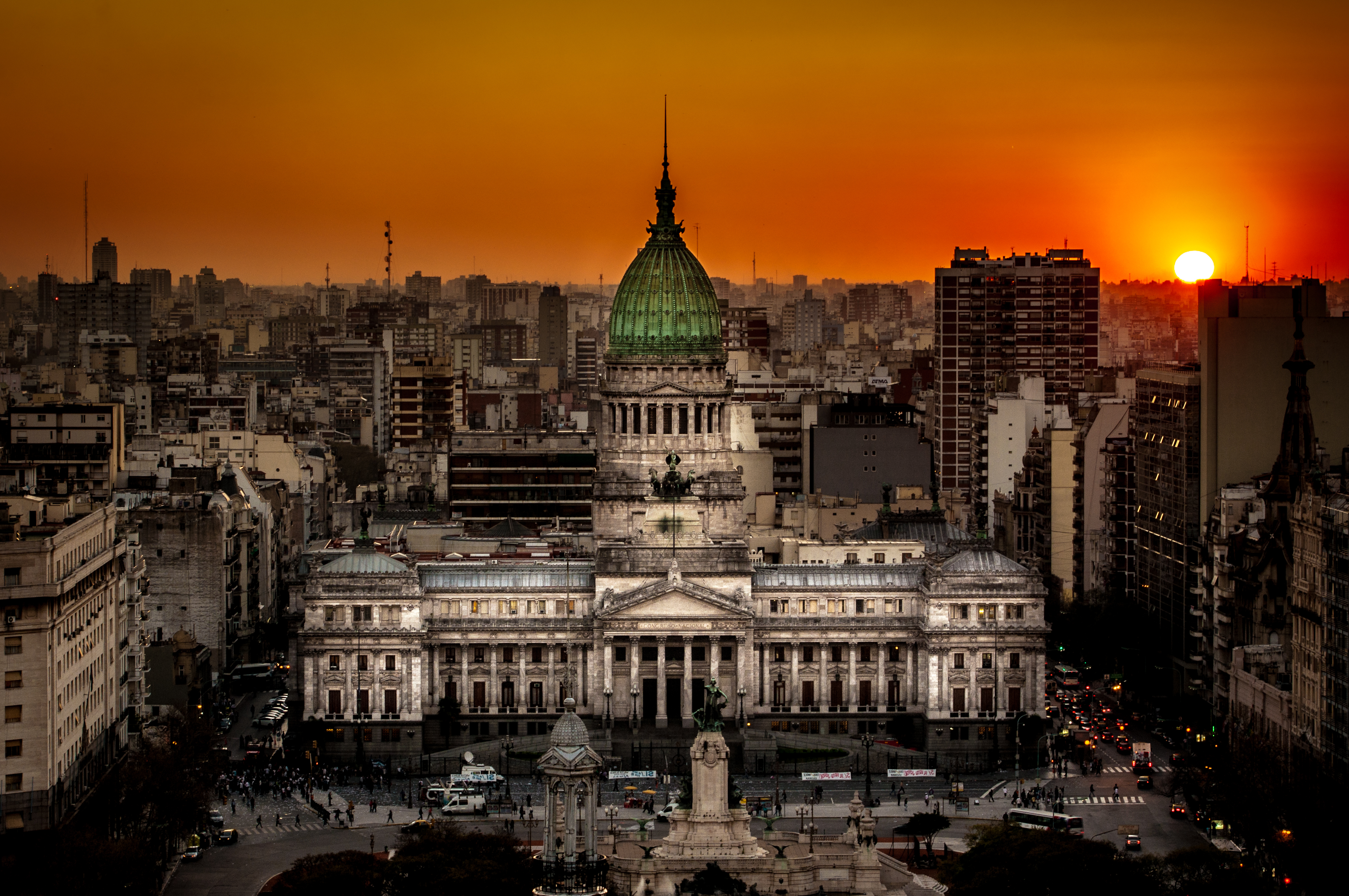
アルゼンチン国会議事堂

1880年の首都令によって正式にアルゼンチン共和国の首都となり、政府や議会が置かれている。ただし同法令によりブエノスアイレス州の州庁はブエノスアイレス市から南東のラ・プラタ市に移されている。

### 地方政治
選挙によって選ばれたブエノスアイレス市政府長官(es:Anexo:Jefes de gobierno de la ciudad de Buenos Aires)が首長である。議会はブエノスアイレス市議会(es:Legislatura de la Ciudad de Buenos Aires)で、一院制を採用している。

### 国政
国政では下院の25議席と上院の3議席が割り当てられている。大統領選挙の場合の結果は非常に流動的かつ他地域とは大きく異なった結果が出ることがあり、ブエノスアイレス市でのみ最多得票を得る候補者が出現するほどである。

## 行政区
ブエノスアイレス市は、コムーナ（comuna、「共同体」という意味）と呼ばれる15の区域に分けられ、またバリオ（Barrio、「地区」という意味）と呼ばれる48の区域に分けられる。

## 地理

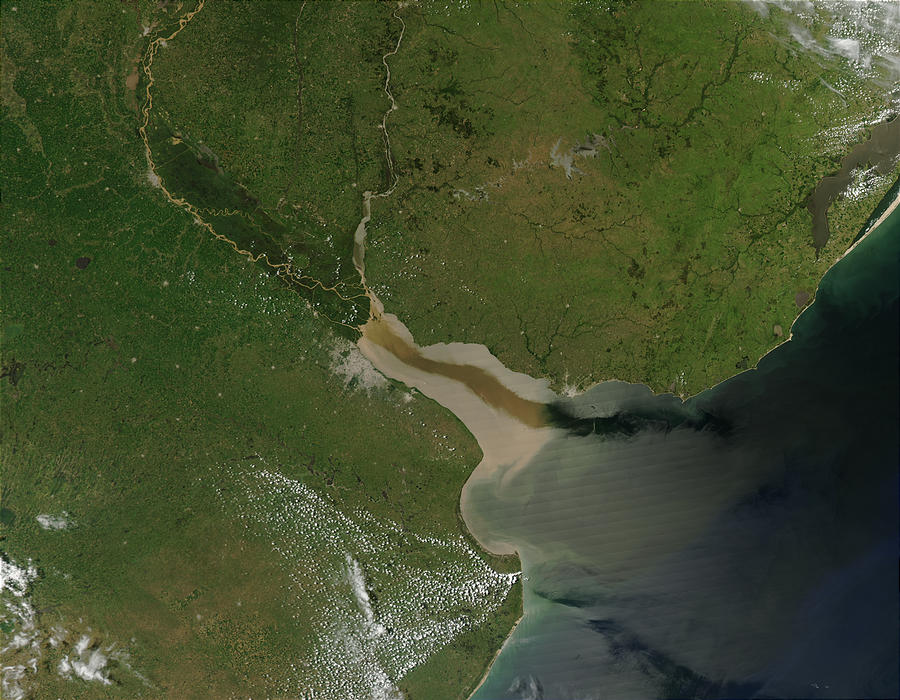
ラ・プラタ川流域を捉えた衛星写真

パンパの真ん中に位置し、東を大西洋に接している。市内をリアチュエーロ川とラ・プラタ川が流れる。
市内東部のラ・プラタ川沿岸の南海岸公園は1985年にユネスコの生物圏保護区に指定され、2005年にラムサール条約登録地となった。一帯にはパンパの草地のほか、沼地、湿地およびヨーロッパエノキやCeltis ehrenbergianaの乾燥森林が広がり、ピューマ、オセロット、アメリカヌマジカ、クロエリハクチョウなどが生息している。

## 気候
気候は温暖湿潤気候で四季がある。しかし南半球にある為、北半球の日本とは季節が逆になり、一番暑いのは1月（平均気温25.1℃）、一番寒いのは7月（平均気温10.9℃）である。年間通じて降雨があるものの年中一定というわけではなく、3月と10月、11月がやや多く、6月と7月はやや少ない。年間降水量は1214mm。史上最高気温は1957年1月29日に記録された43.3℃である。
| ブエノスアイレス (1981–1990)の気候    | ブエノスアイレス (1981–1990)の気候 | ブエノスアイレス (1981–1990)の気候 | ブエノスアイレス (1981–1990)の気候 | ブエノスアイレス (1981–1990)の気候 | ブエノスアイレス (1981–1990)の気候 | ブエノスアイレス (1981–1990)の気候 | ブエノスアイレス (1981–1990)の気候 | ブエノスアイレス (1981–1990)の気候 | ブエノスアイレス (1981–1990)の気候 | ブエノスアイレス (1981–1990)の気候 | ブエノスアイレス (1981–1990)の気候 | ブエノスアイレス (1981–1990)の気候 | ブエノスアイレス (1981–1990)の気候 |
| 月                                    | 1月                                | 2月                                | 3月                                | 4月                                | 5月                                | 6月                                | 7月                                | 8月                                | 9月                                | 10月                               | 11月                               | 12月                               | 年                                 |
| ------------------------------------- | ---------------------------------- | ---------------------------------- | ---------------------------------- | ---------------------------------- | ---------------------------------- | ---------------------------------- | ---------------------------------- | ---------------------------------- | ---------------------------------- | ---------------------------------- | ---------------------------------- | ---------------------------------- | ---------------------------------- |
| 最高気温記録 °C （°F）                | 43.3 (109.9)                       | 38.7 (101.7)                       | 37.9 (100.2)                       | 36.0 (96.8)                        | 31.6 (88.9)                        | 28.5 (83.3)                        | 30.2 (86.4)                        | 34.4 (93.9)                        | 34 (93)                            | 34 (93)                            | 36.8 (98.2)                        | 40.5 (104.9)                       | 43.3 (109.9)                       |
| 平均最高気温 °C （°F）                | 30.4 (86.7)                        | 28.7 (83.7)                        | 26.4 (79.5)                        | 22.7 (72.9)                        | 19.0 (66.2)                        | 15.6 (60.1)                        | 13.9 (57)                          | 17.3 (63.1)                        | 18.9 (66)                          | 22.5 (72.5)                        | 25.3 (77.5)                        | 28.1 (82.6)                        | 21.5 (70.7)                        |
| 日平均気温 °C （°F）                  | 25.1 (77.2)                        | 23.7 (74.7)                        | 21.4 (70.5)                        | 17.7 (63.9)                        | 14.3 (57.7)                        | 11.2 (52.2)                        | 10.9 (51.6)                        | 12.7 (54.9)                        | 14.2 (57.6)                        | 17.7 (63.9)                        | 20.6 (69.1)                        | 23.2 (73.8)                        | 17.72 (63.92)                      |
| 平均最低気温 °C （°F）                | 20.4 (68.7)                        | 19.4 (66.9)                        | 17.0 (62.6)                        | 13.7 (56.7)                        | 10.3 (50.5)                        | 7.6 (45.7)                         | 7.4 (45.3)                         | 8.9 (48)                           | 9.9 (49.8)                         | 13.0 (55.4)                        | 15.9 (60.6)                        | 18.4 (65.1)                        | 12.9 (55.2)                        |
| 最低気温記録 °C （°F）                | 5.9 (42.6)                         | 4.2 (39.6)                         | 2.8 (37)                           | −2.3 (27.9)                        | −4 (25)                            | −5.3 (22.5)                        | −5.4 (22.3)                        | −4 (25)                            | −2.4 (27.7)                        | −2 (28)                            | 1.6 (34.9)                         | 3.7 (38.7)                         | −5.4 (22.3)                        |
| 降水量 mm （inch）                    | 121.6 (4.787)                      | 122.6 (4.827)                      | 153.9 (6.059)                      | 106.9 (4.209)                      | 92.1 (3.626)                       | 50.0 (1.969)                       | 52.9 (2.083)                       | 63.2 (2.488)                       | 77.7 (3.059)                       | 139.3 (5.484)                      | 131.2 (5.165)                      | 103.2 (4.063)                      | 1,214.6 (47.819)                   |
| 平均降水日数                          | 9                                  | 9                                  | 9                                  | 9                                  | 8                                  | 6                                  | 7                                  | 8                                  | 7                                  | 10                                 | 10                                 | 9                                  | 101                                |
| % 湿度                                | 65                                 | 70                                 | 72                                 | 77                                 | 76                                 | 79                                 | 79                                 | 74                                 | 71                                 | 69                                 | 68                                 | 64                                 | 72.0                               |
| 出典：Servicio Meteorológico Nacional |                                    |                                    |                                    |                                    |                                    |                                    |                                    |                                    |                                    |                                    |                                    |                                    |                                    |

### 環境

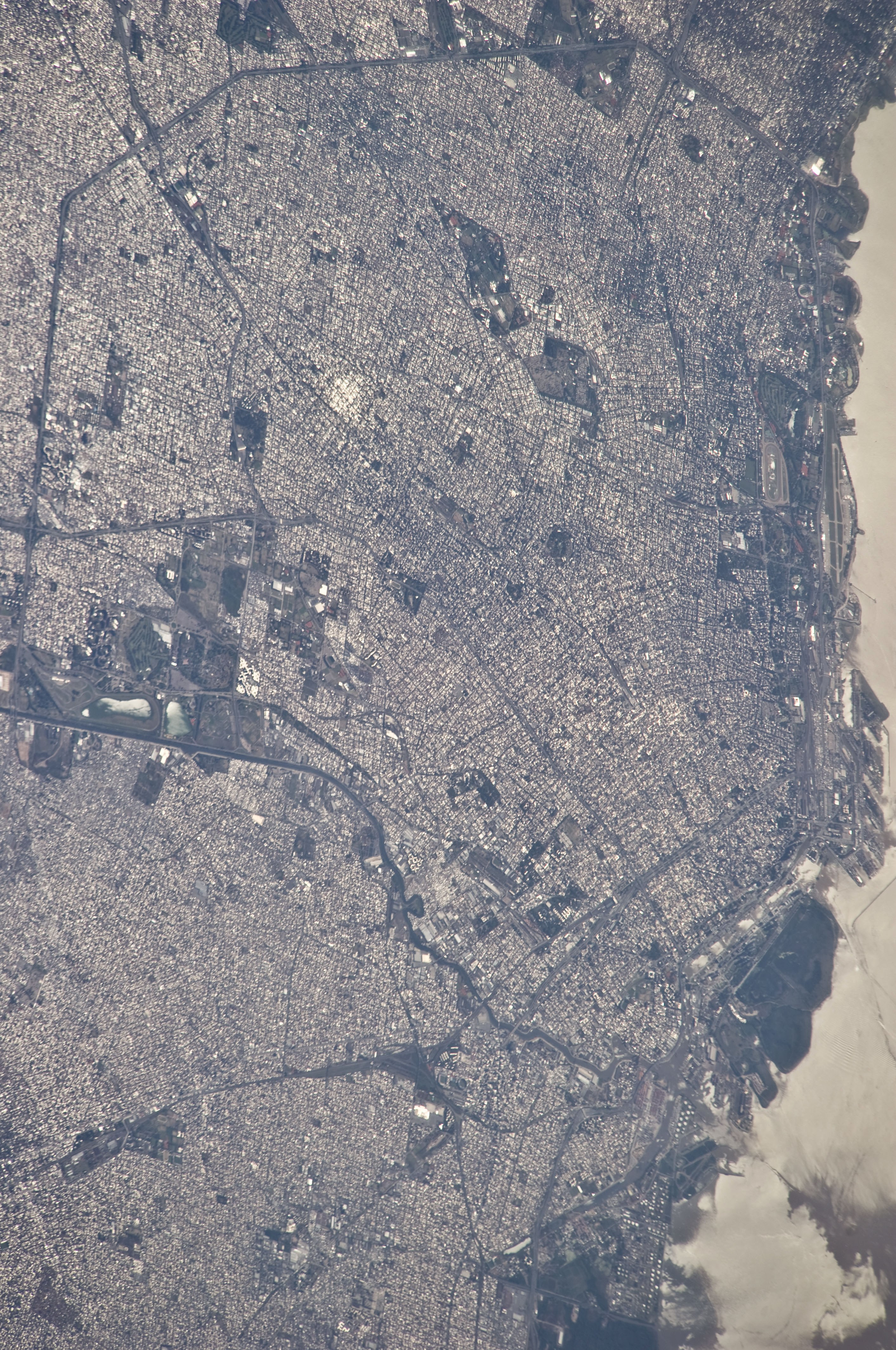
ブエノスアイレス都心部の衛星写真

アルゼンチンの全産業の中心地でもあるため、都市部を中心に環境汚染が酷い。特にリアチュエロ川の汚染が酷くなっている。

## 経済
2008年、プライスウォーターハウスクーパースの公表した調査によると、ブエノスアイレスの都市GDPは3620億ドルであり、世界第13位である。南米ではサンパウロに次いで第2位。また2011年3月、英国のシンクタンクにより、世界第64位の金融センターと評価されており、南米ではサンパウロ、リオデジャネイロに次ぐ第3位である。
アルゼンチンはブエノスアイレス一極集中型の経済を持ち、ブエノスアイレスはアルゼンチンのすべての産業の中心となっている。
ブエノスアイレスは港町として発展してきた歴史を持ち、現在でもアルゼンチン最大の港を持つ。世界有数の肥沃な農業地域であるパンパの中心部にあり、さらにラ・プラタ川の水運とも連絡があるため、アルゼンチンの主要輸出品である牛肉や小麦、大豆やトウモロコシ、さらに羊毛や皮革などの輸出港として発展してきた。ラ・プラタ川を通じてパラグアイと、さらにウルグアイやブラジルともつながりがあり、アルゼンチンのみならず南アメリカ大陸南部の物流拠点となっている。
工業としては、パンパからの農業輸出に関連した食品加工や製粉業、皮革工業に加え、自動車や石油精製、繊維や出版などの産業も盛んである。

## 交通

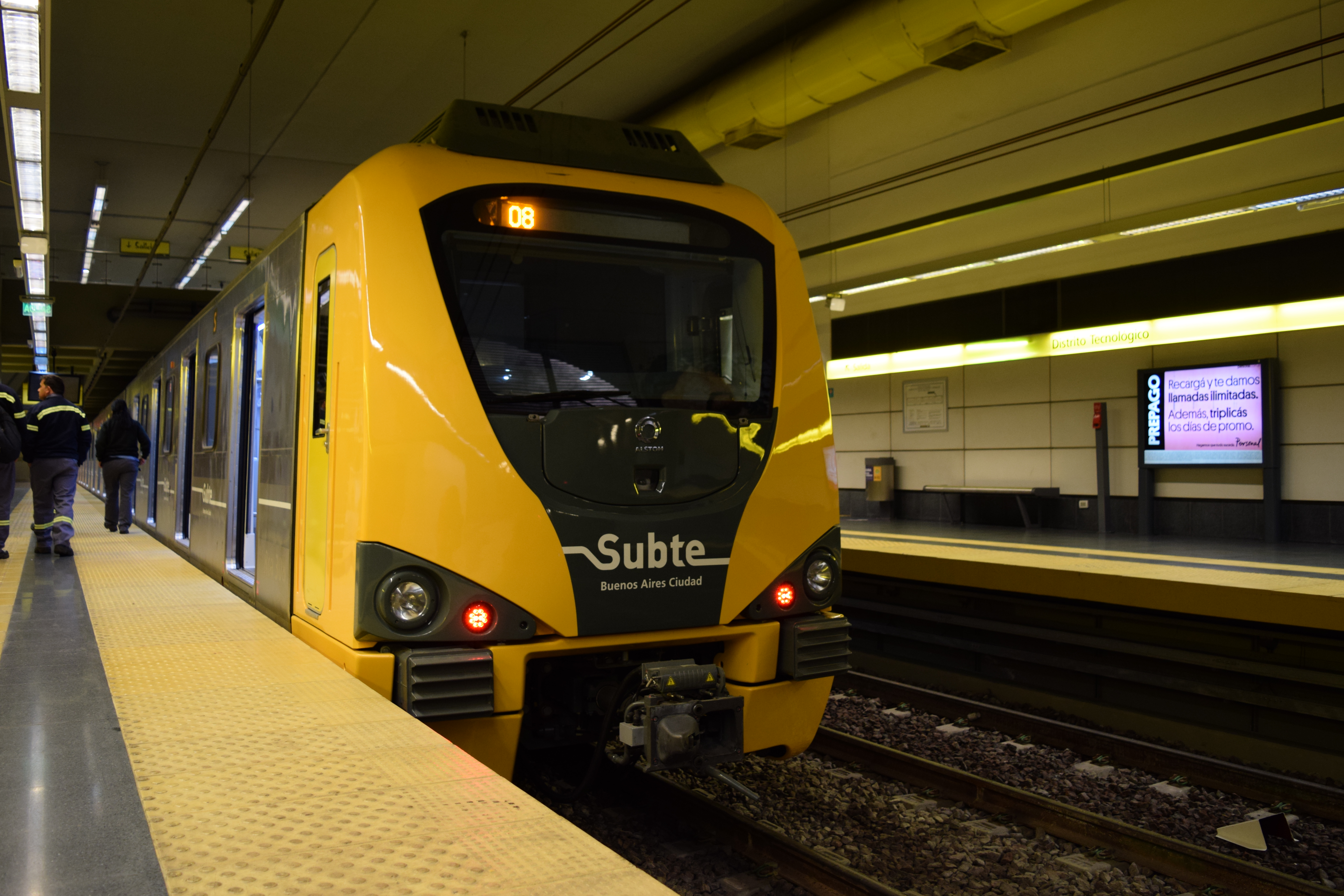
地下鉄 新型の300形

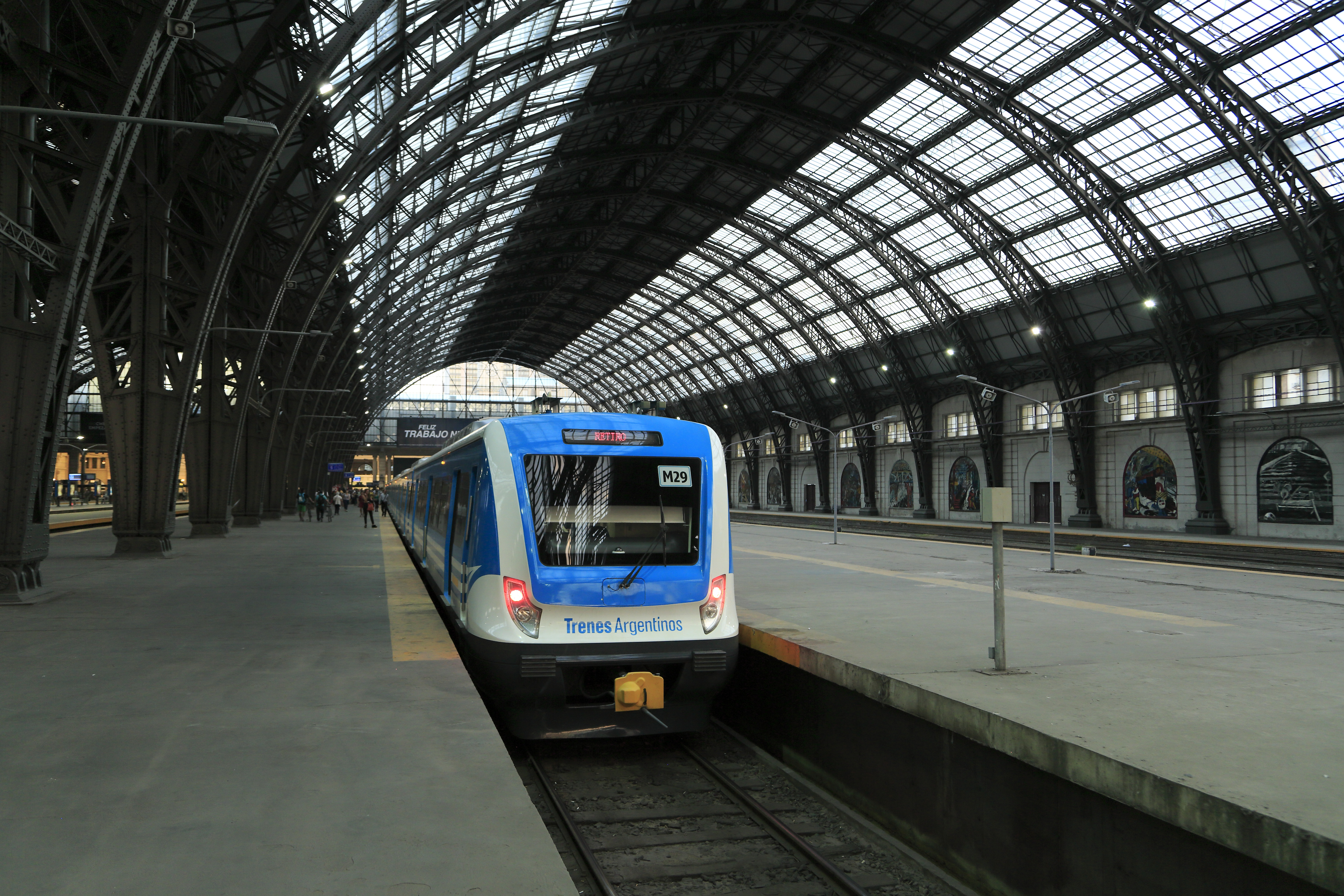
レティーロ駅の近郊列車

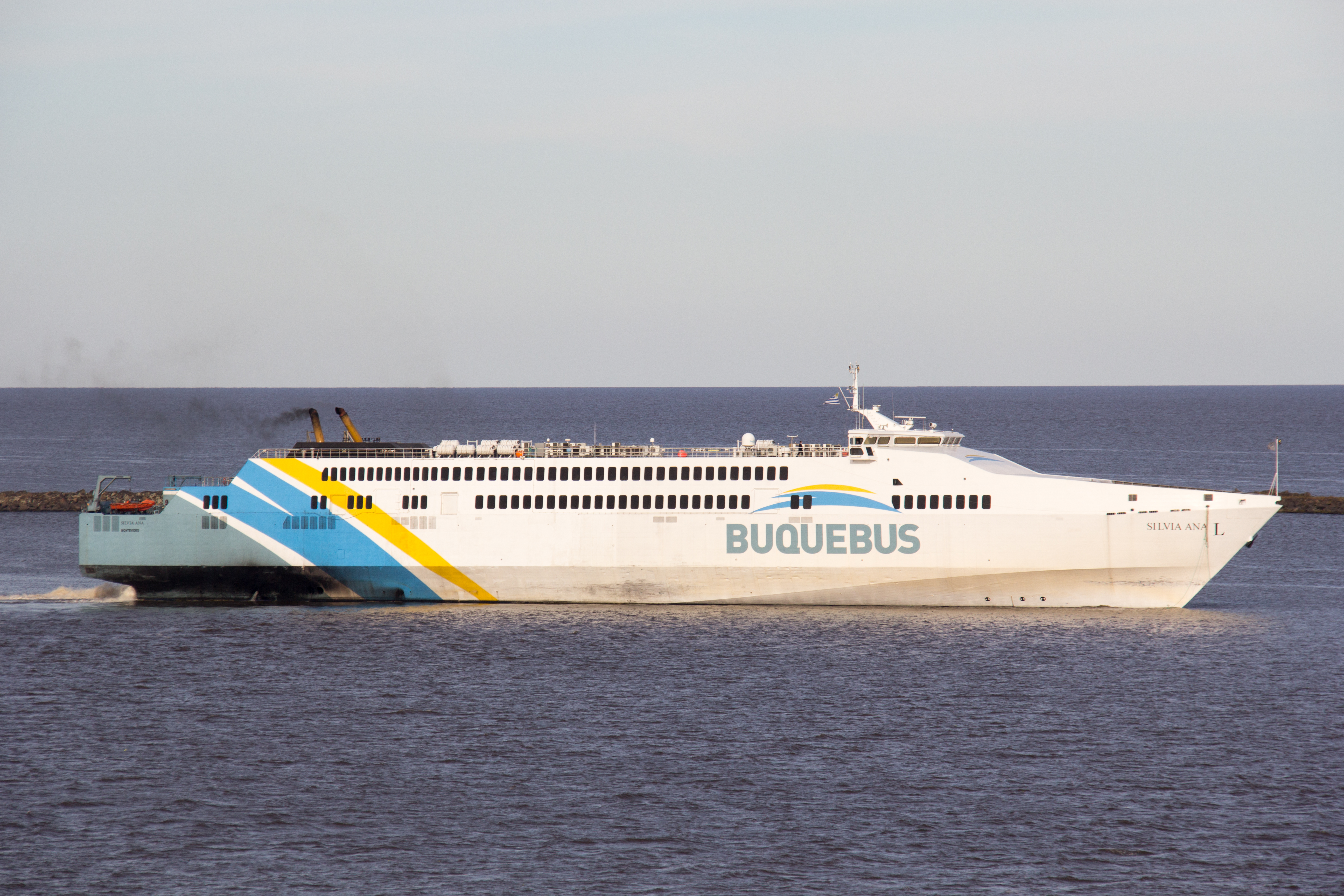
ウルグアイ行きフェリー

ブエノスアイレス市内で最も一般的な移動手段はコレクティーボ（市内バス）と地下鉄であり、タクシーも使いやすい。20世紀を通じて多く利用された鉄道は、市内や郊外では21世紀に入り更に便利になっているが、中・長距離路線は1993年より減少傾向のため、国内の地方都市や海外を訪れるには長距離バスや航空機を使うことが多い。

### 鉄道と地下鉄
ブエノスアイレスには地下鉄、ライトレール・トラム、近郊列車があり、近郊列車の路線網はアメリカ大陸ではニューヨークに次いで第2位の規模を誇る。また、1993年より減便・廃止が進んでいるものの同州各都市や同国各都市へ向かう中・長距離列車も運行されている。

### 長距離バス
レティーロ駅のすぐ近くにレティーロ長距離バスターミナルがあり、国内各地やブラジル、ウルグアイ、パラグアイ、ボリビア、チリ、ペルーといった近隣諸国を結ぶ便がひっきりなしに発着している。利用者の多い路線では新しい2階建てバスも使用されている。

### 市内交通
市内はコレクティーボ（バス）が多数運行しており、24時間運行している。タクシーは黄色と黒で塗り分けられている。

### 海運
プエルト・マデーロ地区のフェリー乗り場から、ブケブス社によりウルグアイのコロニア・デル・サクラメント、モンテビデオ行きのフェリーが毎日運行している。

### 空港
国内線はホルヘ・ニューベリー空港 （AEP）から運行しており、ポルテーニョからはアエロパルケと呼ばれて親しまれている。国際線はブエノスアイレス州のエセイサにあるミニストロ・ピスタリーニ国際空港 (EZE) から運行し、ラテンアメリカ諸国やヨーロッパ、北アメリカ、オセアニア、アフリカを結んでいる。

## 観光
主な観光地としてはコロン劇場、ブエノスアイレス大聖堂、レコレータ墓地、カミニートなど。
ラプラタ川沿いには「パレルモの森」と呼ばれる広大な緑地があり、市民の憩いの場所となっている。かつてフアン・マヌエル・デ・ロサスの私邸があった場所で、カセーロスの戦いの日を記念して、公式には「2月3日公園」という名称が付けられている。
フロリダ通り、ラバージェ通りは日夜観光客で賑わい、サン・テルモ地区には「バー・スール」、「エル・ビエホ・アルマセン」を始めとした多くの老舗タンゲリア（タンゴ・バー）があり、多くの観光客を引き寄せている。

## 市民
ブエノスアイレス市民はポルテーニョと呼ばれ、プロビンシアーノと呼ばれる内陸部の住民とはお互いに感情的対立がある。
ブエノスアイレス市には303万人（2007年）の人口が居住しているが、ブエノスアイレス州の一部を含めた周辺の大ブエノスアイレス都市圏には約1240万人が居住している。これは国民の約3割ほどである。
住民の大多数を19世紀半ばから20世紀初めに移民してきたヨーロッパ系の白人が占めるが、その一方で、国内の貧しい州から移住してきた先住民系のアルゼンチン人や、近隣のボリビア、パラグアイからの移民、日系人、中国系人、韓国系人、台湾系人、ラオス系人などのアジア系アルゼンチン人は見た目で非白人だと分かる人も多い。また、アフリカ系アルゼンチン人はかつてに比べれば大きくその数を減らしたが、それでもいなくなったわけではない。

市域は15のコムーナ（共同体）、48のバリオ（地区）に分けられる。

## 文化
「南米のパリ」として知られ、白人系人口と、ヨーロッパ的な建築物の多さにより、南アメリカで最もヨーロッパ的な都市となっている。

### 建築

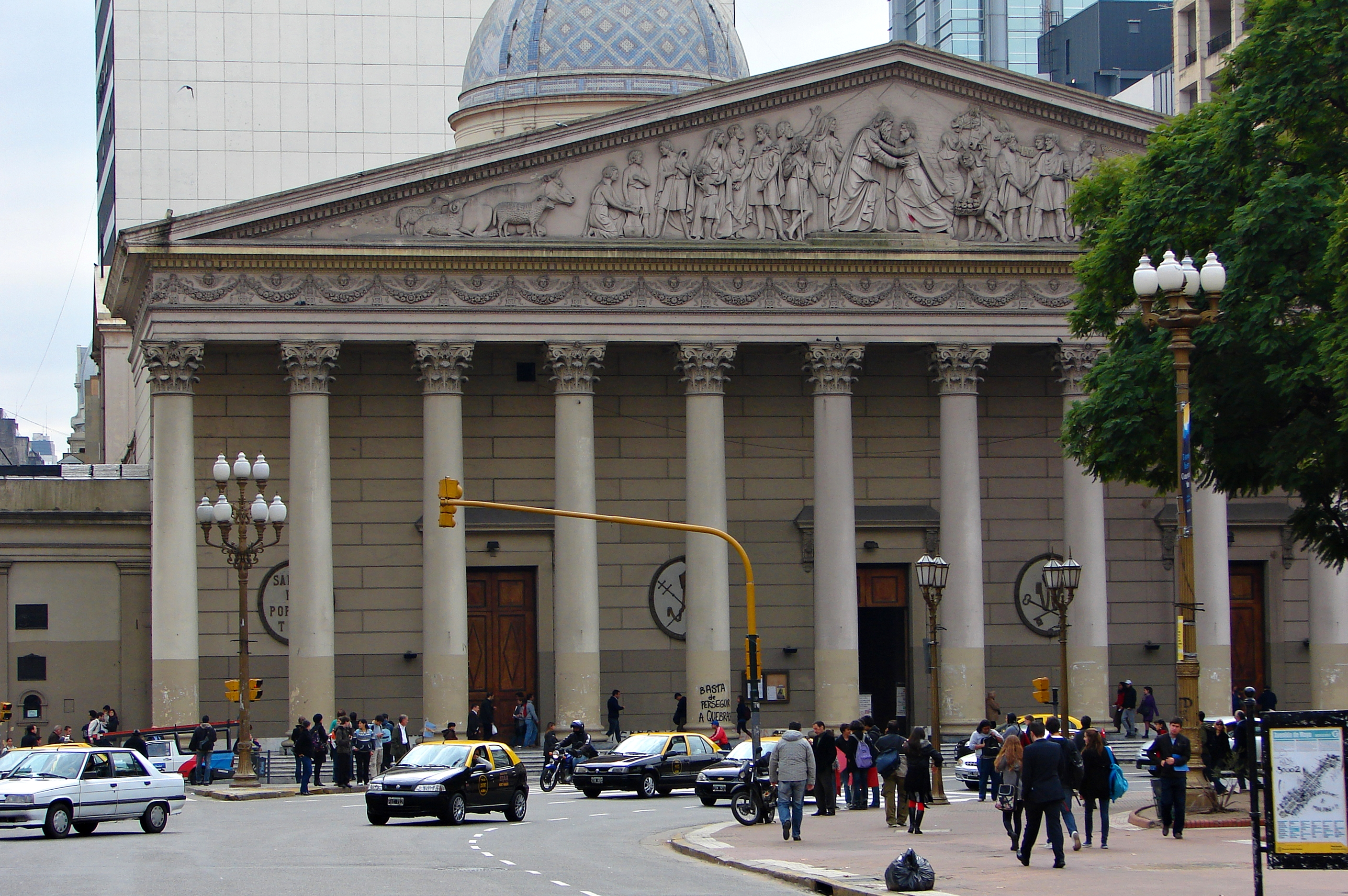
ブエノスアイレス大聖堂

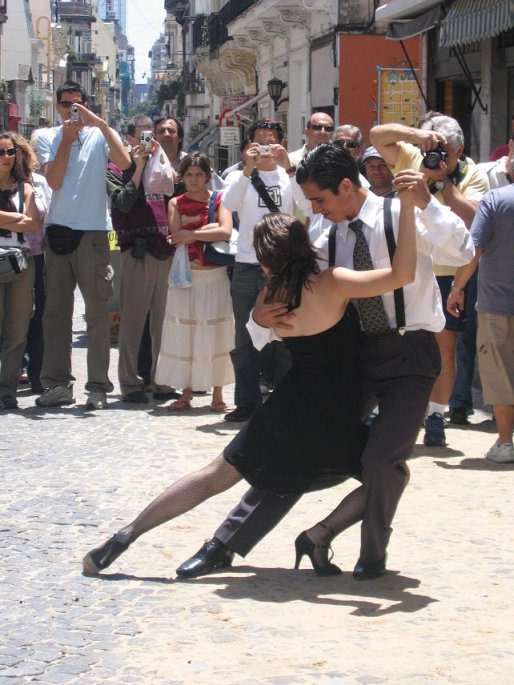
街頭でのタンゴ舞踊

ブエノスアイレス市は五月広場が中心地であり、広場付近にはブエノスアイレス大聖堂、カサ・ロサダ、国立銀行などの重厚な建築物が多い。7月9日大通りにはオベリスコがあり、その近くには世界三大劇場の1つ、コロン劇場がある。
大聖堂にはアルゼンチン、チリ、ペルーの解放者、ホセ・デ・サン＝マルティン将軍の亡骸が安置されている。

### 言語
ロサリオ、モンテビデオと共に、リオプラテンセ・スペイン語が話される最大の都市である。ポルテーニョのアクセントはイタリア語のナポリ方言に近い。
アルゼンチンは19世紀に多くの移民を受け入れ、移民の多くはブエノスアイレスに定着したため、今でもブエノスアイレスではドイツ語、フランス語、ガリシア語など多種多様な言語が話されている。
南米先住民の言語もパラグアイからの移民によるグアラニー語や、ブエノスアイレスで最も危険なスラムとなっているボリビア人街ではアイマラ語が使われている。
アジア系の言語も近年増加したアジア系の移民により、中国語やラーオ語、ボリビア人街のすぐ側の韓国人街では韓国語が日常的に使われている。日系人もいるが、日本語はあまり話されていない。

### タンゴ
アルゼンチン・タンゴの本場である。タンゴはこの街のラ・ボカで発祥したとも言われている。

## スポーツ
2018年には、第3回夏季ユースオリンピックであるブエノスアイレス大会が開催された。

### サッカー
ブエノスアイレスには、アルゼンチンリーグのプリメーラ・ディビシオン（1部）に所属するプロサッカークラブが4つ存在しており、世界的にも有名なボカ・ジュニアーズやリーベル・プレートを筆頭に、サン・ロレンソやウラカンなどのクラブもある。
ボカ・ジュニアーズのホームタウンであるラ・ボカ地区には、1938年にサッカー専用スタジアムのラ・ボンボネーラ（La Bombonera）が建設され、1996年には改修工事が行われメインスタンドにVIP専用のボックス席を増設。さらに警備上の問題からスタジアムとピッチの間に設置されていた金網のフェンスの代わりに、透明な防弾ガラスを設置し臨場感が増すようになった。
一方で、リーベル・プレートも当初はラ・ボカ地区からクラブをスタートしたものの、現在はヌニェス地区を本拠地としている。ホームスタジアムは、収容人数7万人のエル・モヌメンタル（El Monumental）である。

## 教育
- ブエノスアイレス大学
- トルクァト・ディ・テラ大学
- 教皇庁立アルゼンチンカトリック大学

## 姉妹都市・友好都市
ブエノスアイレス市と姉妹関係にある都市を列挙する。
| - マドリード（スペイン, 1975年） - カディス（スペイン, 1975年） - セビージャ（スペイン, 1976年） - グアディクス（スペイン, 1987年） - ビルバオ（スペイン, 1992年） - ビゴ（スペイン, 1992年） - サラマンカ（スペイン, 2006） - サンタ・クルス・デ・ラ・パルマ（スペイン） - バルセロナ（スペイン） - オビエド、スペイン - サンティアゴ・デ・コンポステーラ、スペイン - ジェノヴァ、イタリア - ナポリ、イタリア - ローマ、イタリア - ミラノ、イタリア - カリアリ、イタリア - ルッカ、イタリア - リスボン、ポルトガル - パリ（フランス） - トゥールーズ（フランス, 1990年） - ロッテルダム（オランダ, 1990年） - ベルリン（ドイツ, 1994年） - ロンドン（イギリス） - アテネ（ギリシャ, 1992年） - ワルシャワ（ポーランド, 1992年） - プラハ（チェコ, 1992年） - ザグレブ（クロアチア） - ベオグラード、セルビア - キエフ（ウクライナ, 1993年） - モスクワ、ロシア | - モンテビデオ（ウルグアイ, 1975年） - アスンシオン、パラグアイ - サンティアゴ（チリ, 1992年） - ボゴタ（コロンビア, 1986年） - メデジン（コロンビア） - サントドミンゴ（ドミニカ共和国, 1991年） - リマ（ペルー, 1983年） - クスコ（ペルー, 1986年） - グアヤキル（エクアドル） - キト（エクアドル） - ブラジリア（ブラジル, 1986年, 1997年） - ポルト・アレグレ、ブラジル - リオデジャネイロ（ブラジル, 1996年） - サンパウロ（ブラジル, 1999年） - メキシコシティ（メキシコ） - ベリーズシティ、ベリーズ - マイアミ（アメリカ合衆国, 1978年） - オタワ（カナダ） - ケープタウン（南アフリカ共和国） - ベイルート（レバノン） - ダマスカス（シリア, 1989年） - カイロ（エジプト, 1992年） - エレバン（アルメニア） - イスタンブール（トルコ） - エルサレム（イスラエル） - テルアビブ（イスラエル） - 大阪市、日本 - ソウル（大韓民国, 1992年） - 北京（中華人民共和国, 1991年; 1993年） |

ブエノスアイレス市と姉妹関係にある地域や州を列挙する。
- アンダルシア州（スペイン, 2001年）
- バジリカータ州（イタリア）
- カラブリア州（イタリア, 1987年）
- ガリシア州（スペイン, 1998年）
- ニュージャージー州（アメリカ合衆国）
- オハイオ州（アメリカ合衆国）

## 写真集
- レティーロ駅
- サンマルティン広場
- 国立美術館
- プラネタリウム
- プエルト・マテロの夜景
- フロリダ通り
- パレルモの森
- ブエノスアイレス植物園
- チャカブコ公園
- 乙女の橋
- カサ・ロサダ
- カビルド
- サント・ドミンゴ教会
- ブエノスアイレス大聖堂
- アルゼンチン空軍広場
- 流水宮殿
- レコレータ墓地
- バローロ宮殿
- ラ・ボカ地区のカミニート
- エル・アテネオ（本屋）
- 夜のブエノスアイレス
（衛星写真）